# Кеуд
Кеуд (рум. Cheud) — село у повіті Селаж в Румунії. Входить до складу комуни Непрадя.
Село розташоване на відстані 391 км на північний захід від Бухареста, 29 км на північний схід від Залеу, 70 км на північ від Клуж-Напоки.

## Населення
За даними перепису населення 2002 року у селі проживали 1014 осіб. Рідною мовою 1009 осіб (99,5%) назвали румунську.
Національний склад населення села:
| Національність | Кількість осіб | Відсоток |
| -------------- | -------------- | -------- |
| румуни         | 847            | 83,5%    |
| цигани         | 162            | 16,0%    |
| угорці         | 5              | 0,5%     |